# 拜烏二號鎮區 (密蘇里州歐扎克縣)
拜烏二號鎮區（英語：Bayou II Township）是位於美國密蘇里州歐扎克縣的一個行政鎮區。

## 地方資料
拜烏二號鎮區的面積為86.61平方千米，當中陸地面積為86.51平方千米，而水域面積為0.10平方千米。根據2020年美國人口普查的數據，當地共有人口409人，而人口密度為每平方千米4.72人。